# ترسکو (پنسیلوانیا)
ترسکو (به انگلیسی: Tresckow) یک منطقهٔ مسکونی در ایالات متحده آمریکا است که در پنسیلوانیا واقع شده‌است. ترسکو ۸۸۰ نفر جمعیت دارد.